# Stemmiulus badonnelli
Stemmiulus badonnelli är en mångfotingart. Stemmiulus badonnelli ingår i släktet Stemmiulus och familjen Stemmiulidae. Inga underarter finns listade i Catalogue of Life.